# Penestomus
Penestomus – rodzaj pająków, jedyny z monotypowej rodziny Penestomidae.
Rodzaj ten wprowadził w 1902 roku Eugène Simon z P. planus jako gatunkiem typowym. W 1903 ten sam autor umieścił go w monotypowej podrodzinie Penestominae, w obrębie poskoczowatych. W 1967 Pekka Lehtinen zaliczył doń nowy rodzaj Wajane, który jednak został w 2010 zsynonimizowany z Penestomus przez Millera i innych. W tym samym roku analiza molekularna przeprowadzona przez Millera i współpracowników pozwoliła na wyniesienie Penestominae do rangi niezależnej rodziny. Według jej wyników Penestomus jest bliżej spokrewniony z lenikowatymi (Zodariidae) niż poskoczowatymi. 
Pająki te mają płaskie ciała, dochodzące do 3–6 mm długości, zwykle na karapaksie, odnóżach i opistosomie porośnięte dwoma rodzajami szczecinek: czarnymi i nitkowatymi oraz białymi i pierzastymi. Na prawie wielokątnym karapaksie obecne płytkie, jajowate dołki i 4 pary oczu ustawione w dwóch rzędach, z których tylny jest nieco odchylony (oczy tylno-boczne w odległości kilku średnic z tyłu od tylno-środkowych). Nadustek z „kapturkiem”. Szczękoczułki mają 4–6 ząbków na krawędzi przedniej i 2–3 na tylnej. Endyty piłkowato ząbkowane, ustawione równolegle. Warga dolna ma na przedzie rozwidlony, języczkowaty wyrostek i nie jest zlana z jajowatym sternum. Odnóża krótkie. Stopy z kapsułkowatym organem tarsalnym, zakończone parą wielozębnych pazurków i bezzębnym pazurkiem środkowym. Na goleniach nogogłaszczków samca obecna, apofiza retrolateralna, złożona z dwóch ramion: wewnętrzne jest osadzone u nasady cymbium, zewnętrzne wyrasta u nasady goleni, ma przy podstawie listewkę, a na szczycie jest rozwidlone. Konduktor jest mięsisty, przezroczysty i położony tylno-wierzchołkowo. Samice z grzebieniem przędnym i siteczkiem przędnym. U samców sitko szczątkowe. Samice zwykle mają grzybkowate epigyne i prawie kuliste, rzadziej jajowate, spermateki.
Osiem gatunków to endemity Południowej Afryki, a P. montanus znany jest też z Lesotho.
Należy tu 9 opisanych gatunków:
- Penestomus armatus (Lehtinen, 1967)
- Penestomus croeseri Dippenaar-Schoeman, 1989
- Penestomus egazini Miller, Griswold et Haddad, 2010
- Penestomus kruger Miller, Griswold et Haddad, 2010
- Penestomus montanus Miller, Griswold et Haddad, 2010
- Penestomus planus Simon, 1902
- Penestomus prendinii Miller, Griswold et Haddad, 2010
- Penestomus stilleri (Dippenaar-Schoeman, 1989)
- Penestomus zulu Miller, Griswold et Haddad, 2010